# 嵯峨ぎく
嵯峨ぎく（さがぎく）は、キク科の1種コギク Chrysanthemum × glabriusculum の栽培変種。

## 概要
京都嵯峨の地に源を発する古典ぎく。その名称から、京都を強くイメージしているといわれる。
濃赤色、桃色、白色、黄色などの花が10月から11月に開花する。

## 都道府県の花
京都府の花はしだれ桜であるが、草花（花とする見方もある）としてナデシコと共に1990年3月6日制定された。